# Sarkkör alatti indiánok
A sarkkör alatti indiánok a Kanada és Alaszka területét benépesítő indián törzsek nagy részének gyűjtőneve.

## Területük és környezetük
A prériktől és az északkeleti erdővidékektől északra, a Hudson-öböl mentén számtalan tó, mocsár, patak és folyó szabdalta irdatlan erdőség terül el. A vékony, köves, terméketlen talajon szívós fenyőfélék nőnek, míg védettebb helyeken a hosszú, rendkívül kemény teleket átvészelve megél a rezgő nyár, a fűzfa és a nyírfa is. A fákra, a sziklákra és a talajra kapaszkodó zuzmó és moha mindent beborít. Északabbra az erdő a fagyos tundrának adja át a helyét. A sarkkör alatt a nyarak enyhék ugyan, de a tundrán és a szomszédos erdőkben ez mégsem hoz enyhülést, mert a levegő hemzseg a rojtosszárnyúaktól (Thysanoptera), a szúnyogféléktől (Culicidae) és egyéb csípős rovaroktól. A napfénytől megolvadó vékony réteg alatt a talaj örök fagyba dermedt.
E zord tájon élő legtöbb nép kis családi csoportokban vadászott, halászott és gyűjtögetett. A Sziklás-hegységtől keletre a csipevajok, dagribek, szlévek, kacsinok és más népek az atapaszka nyelveket beszélték. A Hudson-öböl környékétől keletre, az Atlanti-óceánig nyúló gleccserek csiszolta gránittáj a krí, az odzsibvék, a naszkapik, a montagnais-ek és más algonkin nyelvű népek otthona volt.

## A törzsek listája
- beotukok
- csipevajok
- dagribek
- „igazi” krí
- kacsinok
- keleti krí
- kerierek
- „mocsári” krí
- montagnais-ek
- naszkapik
- nyugati „erdei” krí
- odzsibvék
- szlévek
- tananák
- „tēte de boule” krí
- tlingitek

## Életmódjuk
Valamennyi vadásznép a vadak nyomában járt. Télen a befagyott tavak mellett felállított viskókban vagy kis tipikben éltek, így gondoskodva a halkészletekről. Emellett vándoroltak is, hótalpakon, gyalogszerrel vagy szánkón és bobon. Némely népcsoport körében a családi birtokú vadász- és csapdázóterületek is ismertek voltak, így évről évre valamennyien visszatértek kedvenc vadász-, halász- vagy gyűjtögetőterületükre. A hóban nyomot hagyó karibut, jávorszarvast és más vadat könnyen lehetett követni. Mikor a tavaszi olvadás a tájat mocsárrá változtatta, az emberek nyírfakéreg kenuikon a folyókat és a tavakat járták.
A sarkkör alatti táj északi részén az élet a karibu, azaz a rénszarvas körül forgott. Az emberek az állat minden porcikáját felhasználták: a karibubőr tipitakarótól a csontból és agancsból készült fegyverekig és szerszámokig mindenféle célra. A karibu a telet kis, elszórt csoportokban az erdőhatáron belül tölti, de kora tavasszal megindulnak a távoli észak tundráin lévő borjazóhelyeik felé. Aztán a rövid északi nyár során borjaikkal együtt visszaindulnak délre. Útközben szürke farkasok és a folyami átkelőhelyeknél, ahol a legsebezhetőbbek, emberek háborgatják őket.
Más vadak is előfordultak, köztük a jávorszarvas, a pézsmatulok és a vapiti, de emellett prémes állatokra: hódra, amerikai nyércre, nyúlra, vidrára és a síkságoktól északra húzódó erdőkben bölényre is vadásztak. A Yukontól nyugatra és az Alaszkában lévő hegyekben az alaszkai vadjuh vagy Dall-juh(Ovis dalli) és a havasi kecske is megtalálható volt. Az erdőben mindenütt előforduló kúszósül, húst és tüskéket biztosított, melyeket megfestve és ellapítva ruhák és kellékek díszítésére használtak. Rengeteg volt a vadmadár. A növényi eledel inkább a déli erdőkben volt gyakoribb - bogyókat, gyökereket, vadrizst (Zizania aquatica) és a nyárfa belső, puha kérgét fogyasztották.
Az északi csipevajok csaknem kizárólag húst és halat ettek. Az elzártság és a nehézségek nem akadályozták meg az északi csoportok közti, nagy távolságokat áthidaló rokoni kapcsolattartást, melynek keretében házasfélnek való partnereket cseréltek, karibuvadászatra gyűltek össze, vagy az eszközökhöz szükséges rézzel, kovakővel vagy kvarccal kereskedtek.